# MONUC Medaille
De MONUC Medaille is een van de Medailles voor Vredesmissies van de Verenigde Naties.
MONUC (Frans: Mission de l`Organisation des Nations Unies en République démocratique du Congo, Nederlands: VN-Missie in de Democratische Republiek Congo) is een van de vredesoperaties van de Verenigde Naties in Congo-Kinshasa in Midden-Afrika.
Het mandaat duurde van 1999 tot heden. Nederlandse deelnemers kwamen in aanmerking voor de Herinneringsmedaille VN-Vredesoperaties. De secretaris-generaal van de Verenigde Naties kende de deelnemende militairen en politieagenten de MONUC Medaille toe.
Het gaat om troepen uit Algerije, Bangladesh, België, Benin, Bolivia, Burkina Faso, Canada, Tsjechië, Denemarken, Egypte, Frankrijk, Ghana, India, Jordanië, Kenia, Libië, Maleisië, Mali, Marokko, Nepal, Niger, Nigeria, Pakistan, Peru, Polen, Roemenië, Rusland, Senegal, Zuid-Afrika, Zweden, Zwitserland, Tunesië, Oekraïne, Verenigd Koninkrijk, Verenigde Republiek Tanzania, Uruguay en Zambia.
Zij kregen de bronzen medaille aan een lint dat middelblauw (de Kongostroom voorstellend) combineerde met het lichtblauw van de vlag van de Verenigde Naties. Tussen de twee kleuren blauw is een smalle verticale gouden streep geplaatst.